# Universidade de Syracuse

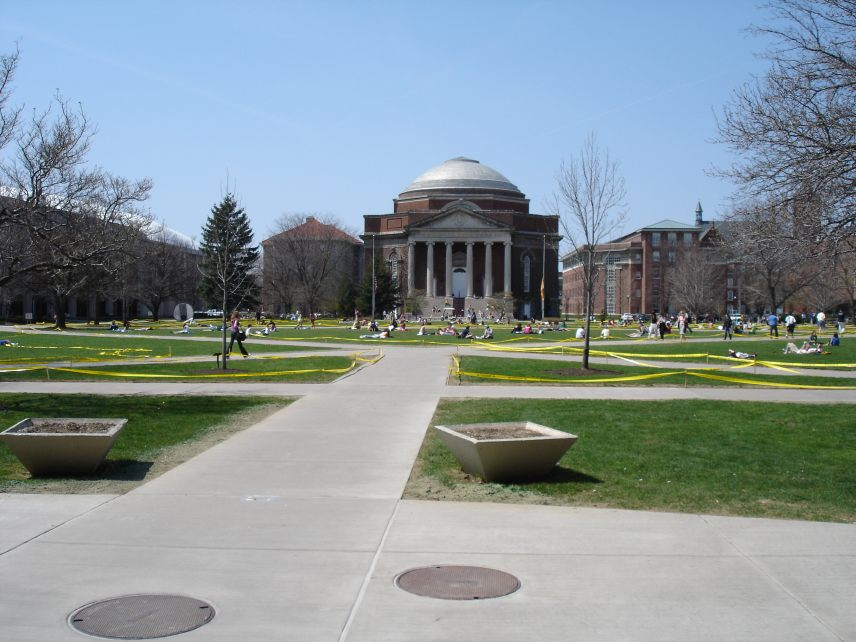
Entrada da Syracuse University.

A Universidade de Syracuse (em inglês: Syracuse University, também chamada de SU) é uma universidade particular localizada em Syracuse, Nova Iorque, Estados Unidos.